# سيريمافو باندرانايكا
سيريما راتواتي دياس باندرانايكا (بالإنجليزية: Sirimavo Ratwatte Dias Bandaranaike، وبالسنهالية: සිරිමාවෝ රත්වත්තේ ඩයස් බණ්ඩාරනායක، وبالتاميلية: சிறிமாவோ ரத்வத்த டயஸ் பண்டாரநாயக்க) (17 أبريل 1916-10 أكتوبر 2000) المعروفة باسم سيريمافو باندرانايكا، هي سياسية سريلانكية. أول امرأة في العالم ترأس حكومة بشكل غير وراثي في التاريخ الحديث، إذ انتُخبت رئيسة وزراء لسريلانكا في عام 1960. وتولت رئاسة الحكومة السريلانكية لثلاث فترات: (1960-1965) و(1970-1977) و(1994-2000).
وُلدت باندرانايكا في أسرة أرستقراطية من مدينة كاندي، درست في مدارس كاثوليكية تعتمد نظام التعليم باللغة الإنجليزية، لكنها حافظت على ديانتها البوذية، وكانت تتكلم السنهالية بالإضافة للإنجليزية. بعد التخرج من المدرسة الثانوية عملت في العديد من البرامج الاجتماعية قبل الزواج وإنشاء الأسرة. لعبت دور المضيفة لزوجها س دبليو أر دي باندرانايكا، الذي كان يعمل في السياسة وأصبح في وقت لاحق رئيس الوزراء، اكتسبت ثقته فأصبحت مستشارةً غير رسمية له. ركز عملها الاجتماعي على تحسين حياة النساء والفتيات في المناطق الريفية في سريلانكا. وبعد اغتيال زوجها في عام 1959 دخلت سيريمافو باندرانايكا عالم السياسة، ثم أصبحت أول امرأة تُنتخب رئيسة وزراء في العالم عام 1960.
حاولت باندرانايكا إجراء إصلاحات في المستعمرة البريطانية السابقة سيلان بهدف تحويلها إلى جمهورية اشتراكية من خلال تأميم المنظمات في قطاعات المصارف والتعليم والصناعة والإعلام والتجارة. بالإضافة إلى تغيير اللغة الإدارية من الإنجليزية إلى السنهالية، لكنها أثارت سخط المواطنين التاميل الأصليين والتاميل ذوي الأصول الهندية، الذين أصبحوا عديمي الجنسية بموجب قانون الجنسية لعام 1948. خلال فترتي الولاية الأولى والثانية لباندرانايكا كانت الدولة ترزح تحت عبء التضخم والضرائب، والاعتماد على واردات الأغذية لإطعام السكان، ونسبة البطالة العالية، والتفرقة بين السكان السنهاليين والتاميل بسبب سياساتها القومية السنهالية. نجت من محاولة انقلاب في عام 1962، بالإضافة إلى تمرد عام 1971 قام به شباب متطرفون، في عام 1972 أشرفت على صياغة دستور جديد وتشكيل جمهورية سريلانكا. في عام 1975 أنشأت باندرانايكا ما أصبح في النهاية وزارة شؤون المرأة والطفل السريلانكية، وعينت أول امرأة في منصب وزاري في سريلانكا. تميزت فترة ولاية باندرانايكا بتنمية اقتصادية هزيلة على المستوى الوطني. بينما لعبت دورًا كبيرًا في الخارج كمفاوضة وقائدة بين دول عدم الانحياز.
بعد عزلها من السلطة في انتخابات 1977، جُردت باندرانايكا من حقوقها المدنية في عام 1980 بسبب انتهاكاتها للسلطة خلال فترة ولايتها ومنعت من العمل الحكومي لمدة سبع سنوات. قام خلفاؤها في البداية بتحسين الاقتصاد المحلي، لكنهم فشلوا في معالجة القضايا الاجتماعية، وقادوا البلاد إلى حرب أهلية طويلة. لكن حين عادت إلى قيادة الحزب عام 1986، عارضت باندرانايكا السماح لقوات حفظ السلام الهندية بالتدخل في الحرب الأهلية، بحجة انتهاك السيادة السريلانكية. وبعد فشلها في الفوز بمنصب الرئيس في عام 1988، عملت كقائدة للمعارضة في المجلس التشريعي من عام 1989 إلى عام 1994. لكن بعد فوز ابنتها في الانتخابات الرئاسية من ذلك العام، عُينت باندرانايكا لولاية ثالثة كرئيسة للوزراء وبقيت في منصبها حتى تقاعدها في عام 2000، قبل شهرين من وفاتها.

## النشأة
ولدت باندرانايكا باسم سيريما راتواتي في 17 أبريل 1916 في والاوا «قصر» إيلوالا في راتنابورا، سيلان البريطانية. والدتها هي روزاليند هيلدا ماهوالاتين كوماريامي وكانت طبيبة شهيرة في أيورفيدا، ووالدها هو بارنز راتواتي وقد كان سياسيًا. أما جدها لأمها ماهوالاتين فعمل كرئيس محلي لبالانغودا، وكان والدها من طبقة «رادالا» وهي طبقة نبيلة من مملكة كاندي. من بين أقارب والدها كان عمها «السير جاياتيلاكا كودا راتواتي»، وهو أول شخص من مملكة كاندي يحصل على لقب فارس بريطاني، بالإضافة إلى الحاشية التي تعمل في البلاط السنهالي. أحد أفراد أسرة راتواتي وهو ديساوا من ماتالي، كان من الموقعين على اتفاقية كاندي لعام 1815.
كانت سيريما أكبر إخوتها الستة. كان لديها أربعة إخوة هم بارنز جونيور، وسيفالي، وماكي، وكليفورد؛ بالإضافة لأخت واحدة هي باتريشيا، والتي تزوجت بالعقيد إدوارد جيمس ديفيتوتويلا، مؤسس القيادة المركزية لجيش سيلان. أقامت الأسرة في والاوا «قصر كولونيالي»، الذي كان يمتلكه جد سيريما لأمها ماهوالاتين، ثم انتقلوا إلى قصرهم الخاص في بالانغودا. تمكنت سيريما منذ صغرها من الوصول إلى مكتبة جدها الكبيرة التي تحتوي أعمالًا أدبية وعلمية. في البداية ارتادت روضة أطفال خاصة في بالانغودا، ثم انتقلت بعد فترة قصيرة في عام 1923 إلى الصفوف الابتدائية في مدرسة فيرغسون الثانوية في راتنابورا، بعدها أُرسلت إلى مدرسة داخلية في دير سانت بريدجيت، كولومبو. على الرغم من أن تعليمها كان في مدارس ذات نظام كاثوليكي، إلا أنها حافظت على ممارسة الشعائر البوذية طيلة حياتها، وتحدثت الإنجليزية والسنهالية بطلاقة.
بعد الانتهاء من دراستها في سن 19 عامًا، شاركت سيريما راتواتي في العمل الاجتماعي، ووزعت الغذاء والدواء على قرى الغاب، وتنظيم العيادات والمساعدة في إنشاء صناعة ريفية لتحسين مستويات معيشة نساء القرية. وأصبحت أمينة صندوق رابطة الخدمة الاجتماعية، وبقيت في ذلك المنصب حتى عام 1940. على مدى السنوات الست التالية عاشت سيريما مع والديها أثناء ترتيبهما لزواجها. بعد رفض اثنين من الخاطبين - أحد الأقارب، وابن العائلة الأولى في سيلان – تواصل بعض وسطاء الزواج مع والديها، وقترحوا زواجها بسولومون وست ريدجواي دياس «س دبليو أر دي» باندارانايكا، وهو محامٍ تلقى تعليمه في أكسفورد، وأصبح سياسيًا فيما بعد، وكان في ذلك الوقت وزير الإدارة المحلية في مجلس دولة سيلان. في البداية لم يكن س دبليو أر دي باندارانايكا يُعتبر ابن عائلة مقبولة، لأن عائلة راتواتي كانت من عائلات كاندي الأرستقراطية، التي ورثت خدمتها للعائلة المالكة التقليدية، في حين كان آل باندارانايكا عائلة ثرية من البلاد المنخفضة، والتي كانت تعمل في خدمة الحكام الاستعماريين لعدة قرون. أفاد المنجمون أن أبراجهم كانت متوافقة، قيمت العائلتان فوائد اتحادهما، فمنحت عائلة راتواتي موافقتها على هذا الزواج، وهو الخيار الذي وافق عليه الزوجان اللذان سبق والتقيا.

## روابط خارجية
- سيريمافو باندرانايكا على موقع الموسوعة البريطانية (الإنجليزية)
- سيريمافو باندرانايكا على موقع الموسوعة البريطانية (الإنجليزية)
- سيريمافو باندرانايكا على موقع مونزينجر (الألمانية)
- سيريمافو باندرانايكا على موقع إن إن دي بي (الإنجليزية)